# Огайо, Ноа
Ноа Чидебере Джуниор Аньянву Огайо (нидерл. Noah Chidiebere Junior Anyanwu Ohio; родился 16 января 2003, Алмере, Нидерланды) — нидерландский футболист, нападающий клуба «Утрехт».

## Футбольная карьера
Ноа — уроженец города Алмере, который располагается в провинции Флеволанд центральной части Нидерландов. Заниматься футболом начинался в местной команде. Воспитывался в академиях «Манчестер Юнайтед» и «Манчестер Сити». Воспитанник академии «РБ Лейпцига», к которой присоединился в июне 2019 года.
В январе 2021 года Огайо отправился в аренду в нидерландский клуб «Витесс». Срок аренды составил 18 месяцев. 27 января 2021 года Ноа дебютировал в Эредивизи в поединке против «ВВВ-Венло», выйдя на замену на 85-й минуте вместо Лои Опенды. Всего в дебютном сезоне провёл четыре встречи. В июне 2021 года арендное соглашение было расторгнуто.
14 июля 2022 года перешёл в бельгийский клуб «Стандард», подписав четырёхлетний контракт.
30 января 2024 года был арендован английским клубом «Халл Сити» до конца сезона 2023/24 в Чемпионшипе.
8 июля 2024 года перешёл в «Утрехт», подписав трёхлетний контракт
Являлся игроком юношеских сборных Нидерландов и Англии.